# Raivuna inscripta
Raivuna inscripta är en insektsart som först beskrevs av Walker 1851.  Raivuna inscripta ingår i släktet Raivuna och familjen Dictyopharidae. Inga underarter finns listade i Catalogue of Life.